# Guale
Guale va ser un cacicat amerindi històric al llarg de la costa de l'actual Geòrgia i les Sea Islands. La Florida espanyola va establir-hi el seu sistema de missions catòliques al cacicat al segle xvi. Durant el final del segle xvii i començament del segle xviii, la societat guale es va fer miques a causa de les extenses epidèmies de noves malalties infeccioses i la guerra amb altres tribus. Alguns dels supervivents van emigrar a les zones de les missions de la Florida espanyola, mentre que d'altres van romandre prop de la costa de Geòrgia. De la unió amb altres supervivents va sorgir el poble conegut com a yamasee, un grup ètnicament mixt que va sorgir en un procés d'etnogènesi.

## Llengua
Els estudiosos no han arribat a un consens sobre com classificar la llengua guale. Una reclamació inicial va ser que els guale parlaven una llengua muskogi, però això ha estat qüestionat per l'historiador William C. Sturtevant. Ha mostrat que el vocabulari registrat, de fonts que s'havien cregut guale, eren, de fet, creek, una llengua muskogi històrica. Les referències històriques assenyalen que el jesuïta Domingo Agustín Váez va registrar una gramàtica guale en 1569, però no s'han trobat els documents.

## Història

### Prehistòria
Els estudis arqueològics indiquen que els precursors dels històricament coneguts guale vivien al llarg de la costa de Geòrgia i Sea Islands, des d'almenys 1150 AD. Els arqueòlegs identificaren les cultures prehistòriques fuale com la fase Savannah (1150-1300 dC) i la fase Irene (1300 - 1600). Mentre que els avantpassats prehistòrics dels guale comparteixen moltes característiques amb els veïns regionals, van deixar elements arqueològics singulars que distingeixen al poble "proto-Guale" d'altres grups.
El poble prehistòric estava organitzat en cacicats. Van construir monticles de plataforma del tipus Mississipi, els grans moviments de terres requerien el treball organitzat de moltes persones, i utilitzar el coneixement del sòl i d'enginyeria altament qualificat. Van utilitzar els monticles amb fins cerimonials, religiosos i funeraris.

### Contacte europeu
Exploradors francesos dirigits per Jean Ribault contactaren amb els guale, a qui anomenaven Oade pel seu cap, durant el seu viatge a la costa atlàntica d'Amèrica del Nord en 1562, Els guale mantingueren bones relacions amb l'efímer assentament francès conegut com a Charlesfort a l'illa Parris a l'actual Carolina del Sud.
Quan els espanyols es van establir més tard a San Agustín a la Florida espanyola, també contactaren amb els guale, i aviat van tractar de posar-los en el seu sistema de missions. El territori guale es va convertir en una de les quatre províncies de la missió primària de la Florida espanyola; els altres eren les províncies Timucua, Mocama i Província Apalachee, també els noms de les tribus residents dels territoris.
Els límits de la Província Guale van correspondre al territori dels pobles al llarg de la costa atlàntica i Sea Islands, al nord del riu Altamaha i al sud del riu Savannah. Incloïa les illes Sapelo, St Catherines, Ossabaw, Wassaw i Tybee, entre d'altres. Per la meitat del segle xvii els espanyols havien establert sis missions catòliques en territori guale. Els seus assentaments més grans eren probablement a l'illa de St. Catherine's.
Guale era el menys estable de les quatre principals províncies de la missió. La primera revolta guale, sovint anomenada revolta de Juanillo, va començar el 4 d'octubre de 1597. Durant la revolta cinc franciscans van ser assassinats: Pedro de Corpa, Blas de Rodríguez, Miguel de Añón, Antonio de Badajoz i Francisco de Veráscola que són considerats màrtirs per l'església catòlica. Els guale es rebel·laren novament en 1645, gairebé destruint les missions. Mantenien un comerç clandestí amb corsaris francesos, que els proporcionaven fonts alternatives de béns.

### Amalgama La Tama i Yamasee
Indis de tot el sud-est dels Estats Units van ser atrets a les províncies de la missió espanyola per al seu comerç en béns manufacturats europeus. Diversos indis no guale van establir-se prop de les missions Guale durant el segle xvii. La majoria eren d'una província índia de centre-nord de Geòrgia anomenada La Tama pels espanyols. En la dècada de 1660 els Westo ben armats atacaren La Tama i les regions veïnes, la dispersió de La Tama en diverses direccions. Alguns van emigrar a les ciutats del riu Chattahoochee de Coweta i Cusseta, la província de la Missió dels Apalatxes, i la província Guale. Els de La Tama parlaven un dialecte del hitchiti, una llengua muskogi, igual que els Coweta, Cussita  i Apalache. La llengua guale pot o no poden estar relacionada.
En 1675 els espanyols van utilitzar per primera vegada el terme Yamasee per referir-se als refugiats nouvinguts. Pensaven d'ells de manera similar als de La Tama. A la província de Guale, alguns dels yamasee es van unir a les missions existents, mentre que altres es van assentar a la perifèria.

### Destrucció i dispersió
Entre 1675 i 1684, els Westo, recolzats pels colons britànics de la província de Carolina i de la Colònia i Domini de Virgínia, van destruir el sistema de missions espanyola a Guale. Els atacs dels pirates recolzats pels anglesos també van contribuir a la desintegració de les missions. En 1680 van saquejar la Missió de Santa Caterina de Guale. Per 1684 els espanyols i els indis havien abandonat les sis missions.
Els yamasee La Tama, els guale i altres refugiats es dispersaren al sud-est. Alguns es van traslladar a les noves missions a la Florida espanyola, però la majoria van rebutjar l'autoritat espanyola. Sentien que Espanya havia estat incapaç de protegir-los i ressentien la seva falta d'armes de foc. Els indis de la província de Guale es traslladaren principalment a les regions Apalatxes o Apalachicola.

### Aparició dels Yamasee
Al voltant o abans de 1684, un petit grup de refugiats yamasee-guale, encapçalats pel cap d'Altamaha, es va traslladar al nord de la desembocadura del riu Savannah. Aquest any, una colònia d'escocesos Stuarts Town va ser fundada a Carolina del Sud a Port Royal Sound, prop del riu Savannah. Stuarts Town va sobreviure només uns dos anys, però durant aquest temps els residents escocesos format un fort vincle amb els yamasee-guale.
A la fi de 1684, armats amb armes de foc escoceses, aquests indis van atacar la província Timucua, devastant la missió de Santa Catalina de Afuyca. Van tornar a Stuarts Town amb 22 captius, als que van vendre com a esclaus. Durant els propers dos anys, els èxits similars de Stuarts Town aliats dels yamasee-guale s'estengueren a tota la regió. La població d'indis "yamasee" prop de Port Royal Sound va créixer ràpidament. Encara que els indis es coneixen com a "Yyamasee", els guale continuaven sent una part important de la població.
Les tropes espanyoles destruïren Stuarts Town. A l'antiga Província Guale van resistir fortament els contraatacs de Carolina del Sud. No obstant això, l'aliança entre els yamasee i els colons de Carolina del Sud es va fer més forta en la reacció. Els "yamasee" que van emigrar el 1685 a la zona de Port Royal van reconstruir l'antic cacicato La Tama, però també incloîa nombroses guale, així com altres indis muskogi.
Els yamasee vivien a Carolina del Sud fins que van ser derrotats en la Guerra Yamasee de 1715, després de tot això els supervivents es van dispersar i es van desintegrar com a sistema de govern. Però mentre van durar els yamasee exhibiren qualitats multi-ètniques. Les seves ciutats van ser descrites pels anglesos com a ciutats yamasee superiors o inferiors. Els pobles inferiors van ser poblats principalment per indis de La Tama i van incloure Altamaha (pel cap que hi vivia), Ocute i Chechesee (Ichisi).
Els guale eren la majoria a la ciutat alta, encara que s'hi incorporaren altres grups ètnics. Els pobles Yamasee superiors amb la seva majoria poblacions de guale incloïen Pocotaligo, Pocosabo i Huspah. Altres pobles superiors, com Tulafina, Sadketche (Salkehatchie), i Tomatley, probablement van ser mixtes, amb Guale, la Tama, i altres. És possible que La Tama havia passat temps en les missions i arribaren a estar parcialment cristianitzats. És possible que haguessin trobat guales similarment evangelitzats.
En 1702 quan les forces britàniques van envair Carolina del Sud van destruir les poques "missions de refugiats" de la Florida espanyola a Guale. Cap al 1733 hi havia molt pocs huale en l'àrea per resistir la fundació per James Oglethorpe de la colònia anglesa de Geòrgia.
Una província missionera similar anomenada Mocama (anomenat així per un cacicat timucua) estava situat just al sud dels Guale, a la costa entre el riu Altamaha i el riu St. Johns a Florida.